# Haemaphlebiella strigata
Haemaphlebiella strigata là một loài bướm đêm thuộc phân họ Arctiinae, họ Erebidae.